# Skila
Skila ili Scila (grč. Σκύλλα, Skylla) u grčkoj mitologiji morska je neman, koja je na morskom tjesnacu vrebala brodove što bi prolazili i gutala ljude koji su u njima plovili.

## Karakteristike

### Skila i Haribda
Haribda je ležala na jednoj strani uskog kanala, a na drugoj je strani bila Skila, morsko čudovište. Dvije strane bile su u dometu strijele jedna od druge, toliko blizu da mornari nisu mogli izbjeći Haribdu jer bi došli do Skile i obrnuto. Otud i metafora "Skila i Haribda" za dva zla koja je nemoguće izbjeći.

### Skila
Skila je prema većini tradicija kći morskog boga Forkisa, rjeđe Forbanta te Krateide, Hekate ili Lamije, odnosno kći Tritona ili Posejdona i Krateide te na kraju kao moguća kći Tifona i Ehidne.
Skila je stanovala je u crnoj pećini jedne hridi, a svoju je nazočnost objavljivala strahovitim lavežom koji preko pučine odjekuje kao glas tek okoćenog šteneta. Protiv nje nije vrijedilo biti hrabar jer joj se nije moglo nauditi, a jedini je spas bio pobjeći od nje.  Katkad se navodi i kao čuvarica podzemnog svijeta.
Skila se različito opisivala: prema jednim izvorima ima dvanaest nogu i šest zmijskih vratova na kojima se nalaze glave s tri reda gustih zuba koje rastvara da bi zdrobila žrtvu, prema drugima samo tri glave, a prema nekima bila je žena do pojasa, a ispod pojasa pas, a šest je psećih obličja prodiralo iz njezina tijela.
Petreja, osim što je to ime jedne od Okeanida, također se rabi kao Skilin atribut kako bi se označilo da živi na stijeni ili unutar nje.
U klasičnoj umjetnosti prikazivana je kao riborepa Sirena s četiri do šest psećih glava.

## Mitologija

### Preobrazba
Prema Ovidiju, Skila je nekoć bila prekrasna nimfa. Glauk se ludo zaljubio u nju, ali pobjegla je od njega na zemlju gdje je on, kao morsko božanstvo, nije mogao slijediti te je bio očajan. Otišao je čarobnici Kirki da je zatraži ljubavni napitak koji bi omekšao Skilino srce. No, Kirka se također zaljubila u Glauka te ga je obasipala slatkim riječima, no Glauk ju je odbijao. Kirka se strahovito naljutila, ali ne na Glauka nego na Skilu. Pripremila je moćan otrov i izlila ga u bazen u kojem se Skila kupala. Kad je Skila ušla u vodu, pretvorila se u strašno čudovište s dvanaest nogu i šest glava te trima redovima zubi. Stajala je očajna, nije se mogla micati, uništavala je sve što je prolazilo i do čega je mogla doći. Kad bi koji brod prolazio, svaka bi njezina glava dohvatila jednog mornara.
Prema Nonu, Posejdon je spavao sa Skilom te ju je pretvorio u hridinu u vodi. Prema skolasticima, Skilu je također volio Posejdon, ali u morsko ju je čudovište pretvorila njegova ljubomorna žena Amfitrita.

### Argonauti
Argonauti su uspjeli izbjeći i Skilu i Haribdu jer ih je vodila Tetida, jedna od Nereida.

### Odisej
Odisej, za razliku od Argonauta, nije imao toliko sreće. Izabrao je riskirati i prijeći preko Skile te izgubiti nekoliko ljudi nego izgubiti cijeli brod kod Haribde. Odisej je uspješno održavao ravan kurs i izgubio samo šest ljudi. No, njegovi su drugovi poslije uvrijedili Helija ubivši njegovo sveto stado, stoga je Zeus na posljetku uništio brod i posadu munjom, a samo se Odisej spasio.
Odisej je ostao na svojoj splavi te je vraćen do Skile i Haribde, ali ovaj put prošao je pored Haribde koja je uvukla u sebe njegovu splav. No, Odisej je preživio držeći se za smokvino stablo koje je raslo na stijeni. Pri sljedećem izlijevanju vode, njegova je splav odbačena te je nastavio s putem.

### Heraklo
Prema nekim izvorima Heraklo je susreo Skilu na putovanju do Sicilije te da ju je ubio. Njezin otac, morski bog Forkis, plamenim je bakljama oživio njezino tijelo.

### Eneja
Također, neki izvori pišu da je, kad je Enejina flota prošla kroz zaljev nakon pada Troje, Skila pretvorena u opasnu stijenu.

## Lokacija
Tradicionalno se Skilina lokacija povezuje s Mesinskim zaljevom na sicilskoj obali u obličju stijene. Ondje se stvara vrtlog (Haribda), ali rijetko je opasan. Druga je moguća lokacija rt Skila u sjevernoj Grčkoj.

## Vanjske poveznice
- Skila u klasičnoj literaturi i umjetnosti (engl.)
- Skila u grčkoj mitologiji (engl.)